# Glacier de Darrey
Le glacier de Darrey est un glacier de Suisse, dans le massif du Mont-Blanc.
Il naît sur l'ubac du Grand et du Petit Darray, à environ 3 400 mètres d'altitude, et se dirige vers le nord-est en direction du glacier des Planereuses qu'il alimente en glaces. Il est voisin du glacier de Saleinaz au nord sur l'ubac de Tita Naire et du Petit Darrey, de celui de Treutsebo au sud-est et de celui de l'A Neuve au sud-ouest sur l'adret du Grand Darrey.